# Servas
Servas je nezisková a nevládní organizace, jejímž cílem je sbližovat lidi po celém světě. 
Je to projekt založený na dobrovolnické bázi. Cílem je spojovat lidi – hostitele a hosty, cestovatele a „domorodce“, a zvýšit porozumění mezi různými kulturami. Tohle všechno by pak mělo vést k větší toleranci k cizincům a komunikaci mezi lidmi všech národností.

## Z historie
Servas založil v roce 1949 Bob Luitweiler, pacifista druhé světové války. Mezi členy se najdou i tací, kteří se k Servasu přidali zatímco bojovali ve Vietnamu nebo žili ve své zemi pod diktaturou a politický režim tvrdě ovlivňoval jejich každodenní život. Přes padesát let se Servas snaží svým působením.

## Motto Servasu
Servas se řídí citátem M. Gandhiho: „The best way to find yourself is to lose yourself in the service of others.“ (Nejlepší způsob jak najít sám sebe je ztratit sám sebe ve prospěch ostatních.)

## Praxe
Členem se může stát kdokoli, koho schválí koordinátor dané země. Mezi 13 000 členy jsou dvě skupiny – hostitelé a cestovatelé. Jejich role se prolínají. Základním kamenem Servasu jsou „otevřené dveře“. Hostitelé nabízejí své služby cestovatelům každé rasy, vyznání a národnosti. Většinou se poskytuje přístřeší na jednu až dvě noci (dále už to záleží jen na hostitelově pozvání), tradiční večeři a prohlídka zajímavých míst v okolí hostitelova bydliště.